# 杉尾敦弘
杉尾 敦弘（すぎお あつひろ、1966年 - ）は、日本のテレビドラマプロデューサー。
フジテレビジョン編成制作局ドラマ制作センタープロデューサー、編成部副部長、ストーリア合同会社代表職務執行者社長を歴任した。

## 経歴
1988年一橋大学社会学部卒業、同年フジテレビに入社。片岡飛鳥、青嶋達也、笹栗実根、八木亜希子、有賀さつき、河野景子はフジテレビの同期であり、楽天の三木谷浩史代表は大学の同期である。
フジテレビではスポーツ部を経て、第一制作部（現・ドラマ制作センター）において先輩の亀山千広や大多亮らと共にテレビドラマのプロデュースを数多く手がけた。2005年からは、編成制作局編成部副部長を担当した。
2008年7月にフジテレビ新規事業開発プロジェクトから、フジテレビウエディングを手がける「ストーリア」を立ち上げ、フジテレビからの出向で同社代表に就任した。

## 不祥事によるフジテレビ解雇処分
ストーリアの社長としてフジテレビから出向していたものの、2011年11月ごろから2014年2月ごろまでの2年間で会社の運転資金をおよそ１億円着服したとして、2014年3月26日付でフジテレビから懲戒解雇処分を受けた。

## 担当番組

### テレビドラマ
プロデュース
- 若者のすべて（1994年）
- 輝く季節の中で（1995年）
- まだ恋は始まらない（1995年）
- ロングバケーション（1996年）
- こんな私に誰がした（1996年）
- ひとつ屋根の下2（1997年）
- 成田離婚（1997年）
- じんべえ（1998年）
- リップスティック（1999年）
- お見合い結婚（2000年）
- 涙をふいて（2000年）
- できちゃった結婚（2001年）
- ウエディングプランナー SWEETデリバリー（2002年）
- お義母さんといっしょ（2003年）
- プライド（2004年）

協力プロデュース
- 愛し君へ（2004年）

企画
- Dr.コトー診療所（2003年、2006年）
- めだか（2004年）